# 美国第十一航空队
第十一航空隊（英語：Eleventh Air Force）是美国太平洋空军下属的一个编号航空隊，指揮部位于阿拉斯加州的埃尔门多夫空军基地。